# ВЕС Абердін
ВЕС Абердін (відома також як European Offshore Wind Deployment Center, EOWDC) – британська офшорна вітроелектростанція, розташована в Північному морі біля  узбережжя Шотландії. 
Місце для розміщення ВЕС обрали у 3 км від берега. Тут восени 2017 року каменеукладальне судно Rockpiper провело роботи з попередньої підготовки площадок під фундаменти вітроагрегатів. Останні відносились до кесонного типу (suction bucket jacket), при цьому верхню частину конструкції виготовляли у бельгійському Гобокені та доставляли в Ньюкасл, де відбувалось з’єднання з нижніми частинами опор. У березні 2018-го плавучий кран великої вантажопідйомності Asian Hercules III розпочав встановлення фундаментів, встановивши першу конструкцію вагою 1800 тон та висотою 77 метрів. В травні того ж року задіяли інше судно Aegir, завданням якого був монтаж п'яти фундаментів вагою до 1300 тон та висотою до 81 метра.
В березні 2018-го спеціалізоване судно для встановлення вітрових турбін Pacific Orca прибуло для їх отримання до данського Есб’єргу.
Розташована поруч з узбережжям ВЕС не потребує власної офшорної підстанції, а видача продукції відбуватиметься через два експортні кабелі довжиною по 6,5 км, розраховані на напругу 66 кВ (таку ж, як і для з’єднувальних кабелів між турбінами). Їх прокладання наприкінці зими 2018-го здійснило судно Ndurance. На суходолі кабелі під’єднуються до підстанції Blackdog, де встановили новий трансформатор 66/132 кВ.
Станція складається з 11 вітроагрегатів компанії Vestas типу V164 з одиничною потужністю 8,4 МВт.
Проект реалізується шведською енергетичною корпорацією Vattenfall.